# اسکانو
اسکانو (ابروتزو) (به ایتالیایی: Scanno) یک کومونه در ایتالیا است که در استان لاکویلا واقع شده‌است.

## خصوصیات
اسکانو ۱۳۴٫۳۴ کیلومترمربع مساحت و ۲٬۰۴۸ نفر جمعیت دارد و ۱٬۰۵۰ متر بالاتر از سطح دریا واقع شده‌است.

## خواهرخوانده
شهر Gallinaro خواهرخواندهٔ اسکانو (ابروتزو) هست.